# 大学入学資格
大学入学資格（だいがくにゅうがくしかく）は、大学（短期大学を含む）に入学するにあたって必要な資格、すなわち大学入学試験を受験するにあたって必要な資格のことである。

## 日本の大学での入学資格
学校教育法第90条で「高等学校若しくは中等教育学校を卒業した者若しくは通常の課程による十二年の学校教育を修了した者（通常の課程以外の課程によりこれに相当する学校教育を修了した者を含む。）又は文部科学大臣の定めるところにより、これと同等以上の学力があると認められた者」と定められている。当該年度限りで高等学校等を卒業・修了する見込みの者も大学入学試験の受験資格がある。
「文部科学大臣の定めるところにより、これと同等以上の学力があると認められた者」に関しては別に学校教育法施行規則第150条に定めがある。特に高等学校卒業程度認定試験（高認）がよく知られている。2004年度までは前身として大学入学資格検定（大検）があった。
近年は、国際バカロレア（IB）など、日本国外の大学入学資格での出願を認めている大学もある。
文部科学省が公表する大学の入学資格については、大学入学資格について（文部科学省高等教育局大学振興課）を参照のこと。
細かい受験資格は大学ごとに異なり、多くの場合募集要項などに記されてある。

### 日本の大学の入学資格を定める法令等
- 学校教育法第90条 - 基本的な大学入学資格を定める。
- 学校教育法施行規則第150条 - 学校教育法第90条に規定する、高等学校を卒業した者と同等以上の学力があると認められる者について定める。
- 昭和23年文部省告示第47号 - 学校教育法施行規則第150条第4号にある「文部科学大臣の指定した者」について定める。
- 昭和56年文部省告示第153号 - 学校教育法施行規則第150条第1号の「外国において学校教育における十二年の課程を修了した者又はこれに準ずる者で文部科学大臣の指定したもの」について定める。